# OBG Roma
OBG Roma ssd, meglio nota come Oxygen Basket Group Roma, fu un club cestistico femminile italiano di Roma.
Fondata nel 2023, ha militato per una stagione nel massimo campionato italiano.

## Storia
La società è nata nell'estate 2023, a seguito dell'acquisizione del titolo sportivo del Basket Team Crema. Quest'ultima, impossibilitata ad affrontare il campionato di massima serie per gli alti costi economici da sostenere, ha ceduto il proprio titolo e il diritto a disputare la Serie A1 alla neocostituita società romana.
Dopo una buona prima stagione, conclusasi con la partecipazione ai play-off scudetto, nel maggio del 2024 si diffonde la notizia che il presidente della società, Raffaele Rubin, non pagava più da tempo lo stipendio a dipendenti e giocatrici. Alla fine di giugno la società comunica la sua rinuncia alla partecipazione alla Serie A1 2024-2025, cessando dunque la sua attività dopo un solo anno.

## Rosa 2023-2024
Aggiornato al 4 febbraio 2024.
|    | Naz.                 | Ruolo | Sportivo         | Anno | Alt. |  | Note |
| -- | -------------------- | ----- | ---------------- | ---- | ---- |  | ---- |
| 3  | Italia (bandiera)    | P     | Nicole Romeo     | 1989 | 166  |  |      |
| 6  | Mozambico (bandiera) | A     | Leia Dongue      | 1991 | 185  |  |      |
| 9  | Italia (bandiera)    | P     | Rosa Cupido      | 1992 | 168  |  |      |
| 10 | Italia (bandiera)    | G     | Giulia Natali    | 2002 | 176  |  |      |
| 11 | Italia (bandiera)    | P     | Giulia Bongiorno | 2000 | 175  |  |      |
| 12 | Italia (bandiera)    | A     | Marta Scarsi     | 1995 | 182  |  |      |
| 13 | Ungheria (bandiera)  | G     | Dalma Czukor     | 1999 | 182  |  |      |
| 14 | Lituania (bandiera)  | C     | Eglė Šventoraitė | 1991 | 198  |  |      |
| 17 | Italia (bandiera)    | A     | Caterina Gilli   | 2002 | 183  |  |      |
| 23 | Nigeria (bandiera)   | G     | Ezinne Kalu      | 1992 | 175  |  |      |

### Staff tecnico
| Allenatore:           | Vincenzo Di Meglio            |
| Assistenti:           | Giuseppe Delia Manuel Monetti |
| Preparatore atletico: | Matteo Nardangeli             |
| Fisioterapista:       | Alessandro Cursi              |